# Tabeirós-Terra de Montes
Tabeirós-Terra de Montes és una comarca de Galícia situada a la província de Pontevedra. Limita amb la comarca de Santiago al nord, amb O Deza a l'est, amb la comarca de Pontevedra i la comarca de Caldas a l'oest i amb comarca d'O Carballiño al sud. En formen part els municipis de:
- Cerdedo
- A Estrada
- Forcarei.